# اللغة البيلاروسية
اللغة البيلاروسية (беларуская мова؛ «بييلاروسكايا موڤا») هي واحدة من اللغات السلافية الشرقية، وتستخدم بواسطة حوالي 10.2 مليون شخص حول العالم، وبشكل رئيسي في روسيا البيضاء، وشرق بولندا بمنطقة بياليستوك، وأوكرانيا، وروسيا. كما يستخدمها البيلاروسيون الذين يعيشون خارج أوطانهم في أوروبا وأستراليا وأمريكا الشمالية (الولايات المتحدة وكندا). وهي جزء من عائلة اللغات الهندية الأوروبية. تكتب اللغة بالحروف السيريلية (أبجدية بيلاروسية) أو اللاتينية.
بدأت اللغة بالظهور في مخطوطات الكنائس السلافية في القرن 14. احتوت اللغة المستخدمة في المحكمة العليا لدوقية ليتوانيا الكبرى بين القرنين 15 و 16 على عناصر من اللغة البيلاروسية مدمجة مع لغات الكنيسة السلافية، مع الأوكرانية والبولندية. لم تتوسع اللغة كلغة أدبية معاصرة إلا في بداية القرن 20 حينما ثبتت قواعدها الإملائية السيريلية. قاومت اللغة لتكون منفصلة عن الروسية وبالأخص في بعض مراكز روسيا البيضاء حيث يوجد تأثير روسي كبير ويوجد من يطمح بفصل اللغتين.